# Carcans
Pour le nom commun, voir Carcan.
Carcans [kaʁkɑ̃] est une commune du Sud-Ouest de la France, dans le département de la Gironde, en région Nouvelle-Aquitaine.
La commune de Carcans fait partie de la communauté de communes Médoc Atlantique.

## Géographie

### Localisation et accès
Située dans le  Médoc à cinquante kilomètres de Bordeaux, dans les Landes du Médoc, Carcans est une station balnéaire jouissant à la fois de l'océan Atlantique et du plus grand lac naturel d'eau douce de France.

### Hameaux et lieux-dits
Elle est composée de cinq pôles : Carcans, centre administratif ; le Pouch, situé entre forêt et marais ; Maubuisson, station touristique créée dans les années 1960-1970 ; le Domaine de Bombannes, aire de sports et loisirs au bord du lac ; Carcans-plage, la station balnéaire au bord de l'océan.

### Communes limitrophes
Les communes limitrophes sont Hourtin, Brach, Lacanau, Listrac-Médoc et Saint-Laurent-Médoc.
|                  | Hourtin | Saint-Laurent-Médoc |
| Océan Atlantique | Carcans | Listrac-Médoc       |
|                  | Lacanau | Brach               |

### Climat
Pour des articles plus généraux, voir Climat de la Nouvelle-Aquitaine et Climat de la Gironde.
Historiquement, la commune est exposée à un climat océanique aquitain.  
En 2020, Météo-France publie une typologie des climats de la France métropolitaine dans laquelle la commune est exposée à un climat océanique et est dans la région climatique Littoral charentais et aquitain, caractérisée par une pluviométrie élevée en automne et en hiver, un bon ensoleillement, des hiver doux (6,5 °C), soumis à la brise de mer.
Pour la période 1971-2000, la température annuelle moyenne est de 13 °C, avec une amplitude thermique annuelle de 14,1 °C. Le cumul annuel moyen de précipitations est de 915 mm, avec 12,1 jours de précipitations en janvier et 6,9 jours en juillet. Pour la période 1991-2020, la température moyenne annuelle observée sur la station météorologique la plus proche, située sur la commune de La Teste-de-Buch à 22,64 km à vol d'oiseau, est de 0,0 °C et le cumul annuel moyen de précipitations est de 0,0 mm,. Pour l'avenir, les paramètres climatiques de la commune estimés pour 2050 selon différents scénarios d’émission de gaz à effet de serre sont consultables sur un site dédié publié par Météo-France en novembre 2022.

### Flore
La forêt occupe 11 720 ha. Elle est principalement composée de pins maritimes ou pins des Landes (pinus pinaster). On y trouve également :
- Chêne vert (Quercus ilex) encore appelé yeuse.
- Chêne pédonculé (Quercus robur L. = Q. pedunculata Ehrh.) est un arbre à feuillage caduc  appartenant à la famille des fagacées.
- Arbousier (Arbutus unedo) ou arbre à fraises, est une espèce d'arbustes de la famille des ericaceae.
- Mimosa (Acacia dealbata) appartient à la famille des légumineuses.

#### Flore remarquable
Plusieurs espèces précieuses vivent sur le territoire de la commune de Carcans ; il est à remarquer en particulier :
- L'osmonde royale (Osmunda regalis) est une fougère de la famille des osmundaceae, qui vit dans les endroits semi-ombragés et sur les berges des crastes.
- La carnivore drosera ou rossolis qui sont de petites plantes  de la famille des droséracées, appartenant au genre drosera, et que l'on trouve l'été dans les marais.
- Le liseron des dunes ou liseron des sables (Calystegia soldanella) est une plante herbacée vivace de la famille des convolvulacées, on le trouve sur les dunes de sable en bordure de l'océan.

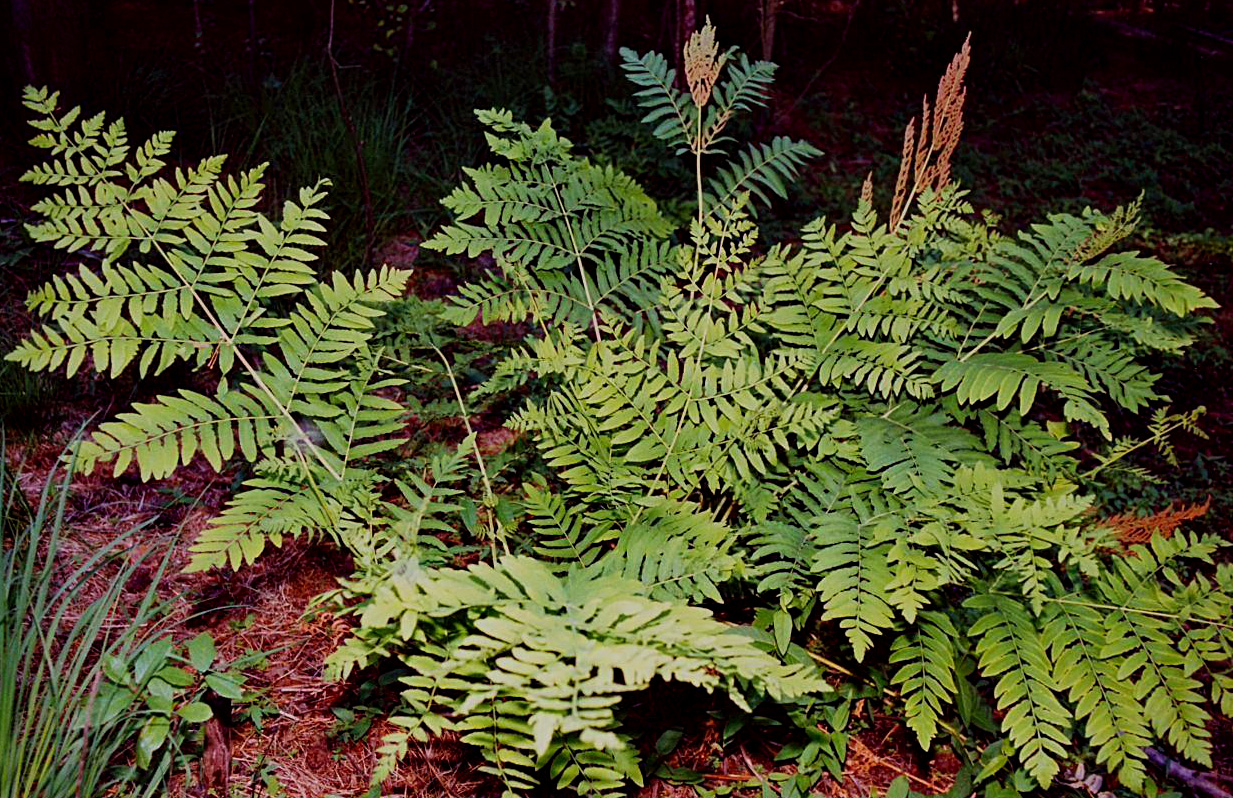
Osmonde royale
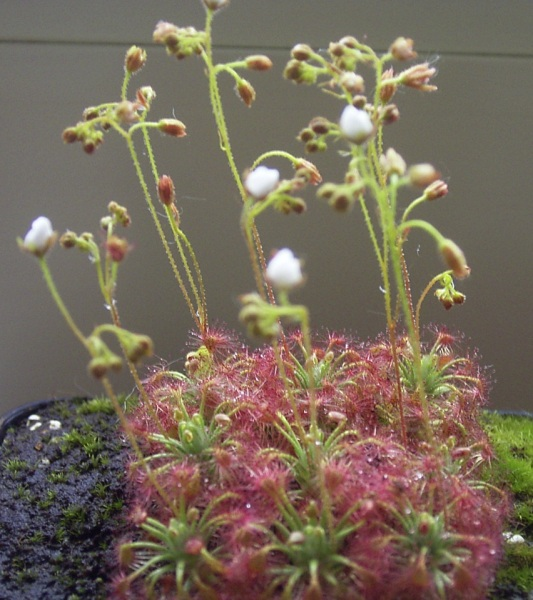
Drosera
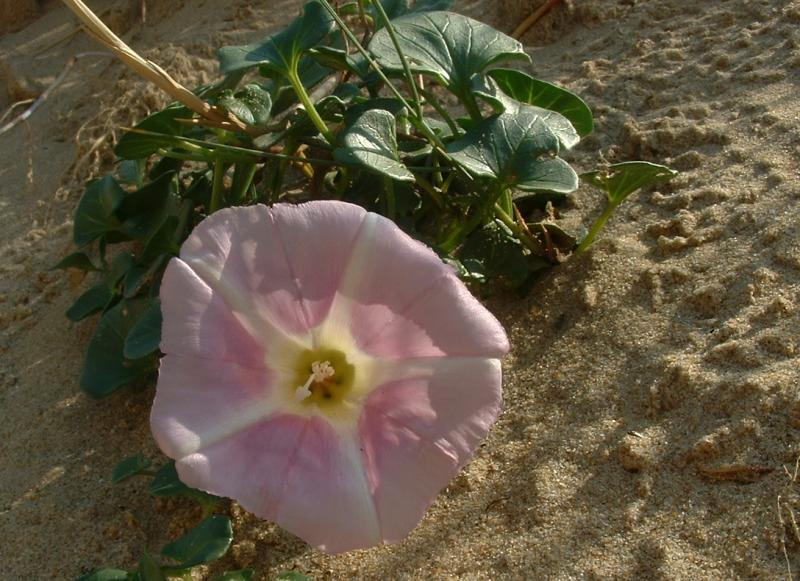
Liseron des dunes
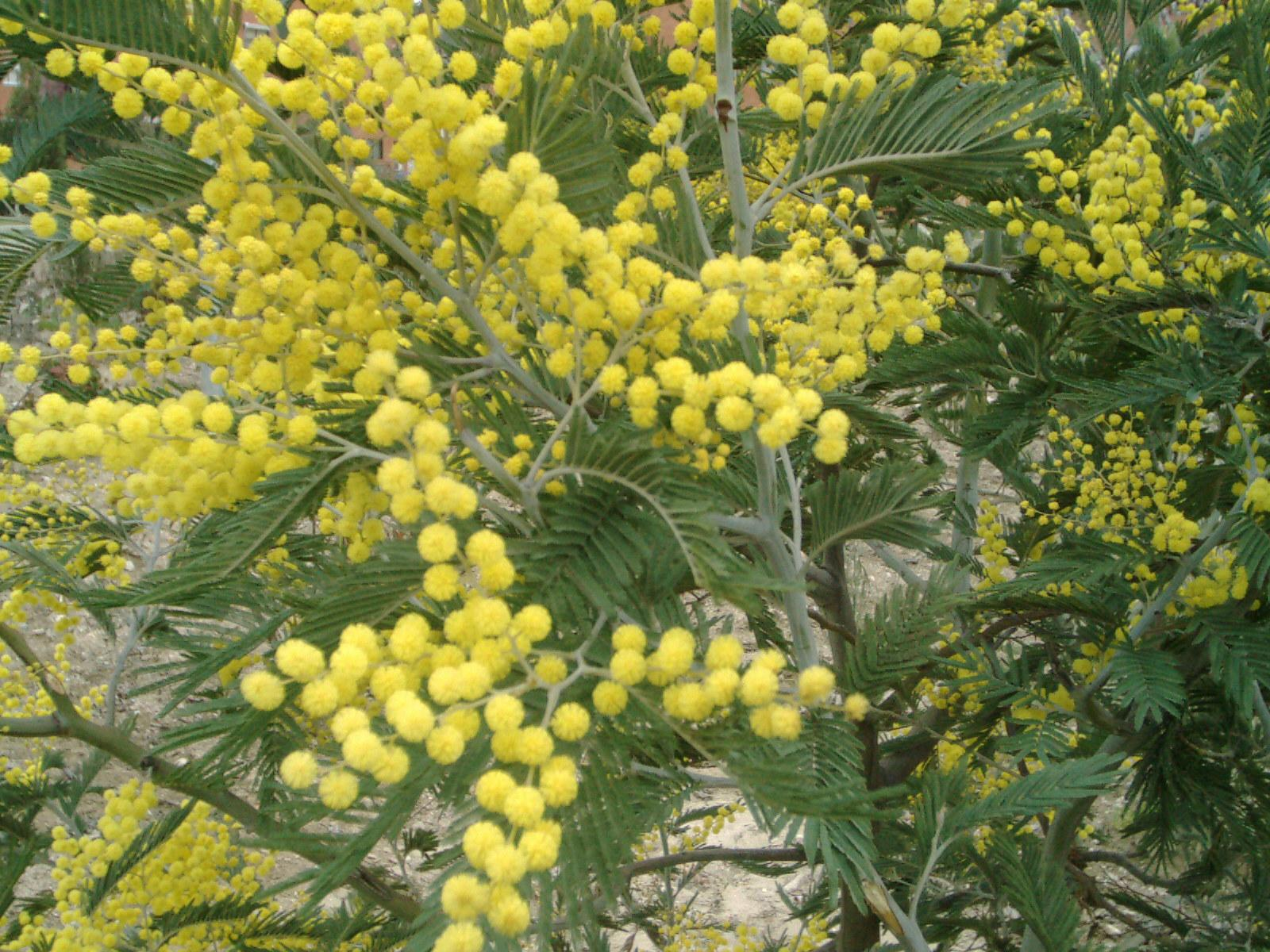
Mimosa

### Faune

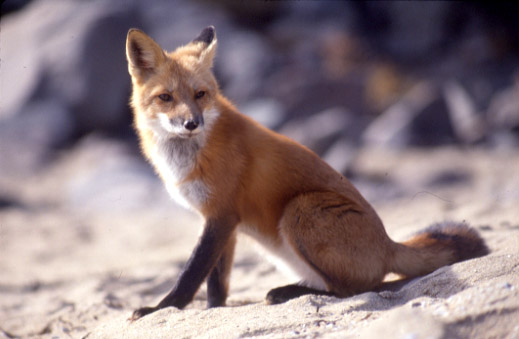
Renard roux

#### La faune chassée
- Animaux sédentaires :
Les mammifères chassés sont : le cerf, le chevreuil, le renard, le sanglier, le
lapin, surtout cantonné dans la zone côtière et le lièvre.
- Animaux migrateurs :
Le massif est situé à l’aplomb d’un important courant migratoire d’oiseaux. Ces
passages donnent lieu à des chasses très prisées des Médocains.
Les principales espèces chassées sont les suivantes : grives, palombes, alouettes,
bécasses, canards et oies.

#### La faune non chassée

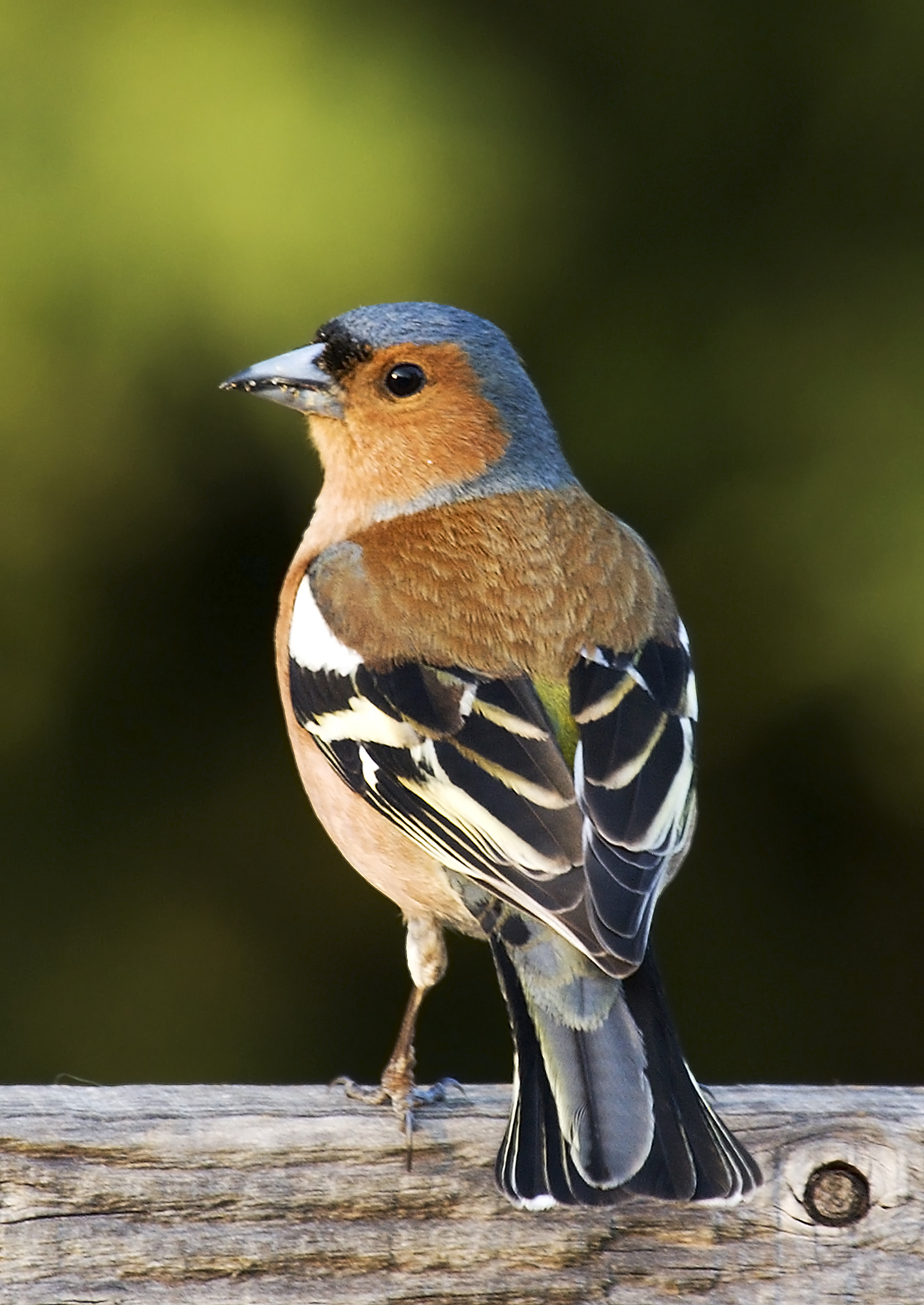
Pinson

- Animaux sédentaires : peu abondants, on peut tout de même rencontrer quelques rapaces tels que la buse variable, l'épervier d'Europe ou le faucon crécerelle. On voit aussi des corneilles, pics, sittelles…

-Animaux migrateurs : la huppe, le geai, le coucou, les mésanges (charbonnière, huppée, à longue queue), le pinson des arbres et près de la côte, le rouge queue noir, le traquet motteux…

- En ce qui concerne les insectes, la commune de Carcans héberge des espèces remarquables comme le Fadet des laîches.

## Urbanisme

### Typologie
Au 1er janvier 2024, Carcans est catégorisée bourg rural, selon la nouvelle grille communale de densité à sept niveaux définie par l'Insee en 2022.
Elle est située hors unité urbaine. Par ailleurs la commune fait partie de l'aire d'attraction de Bordeaux, dont elle est une commune de la couronne,. Cette aire, qui regroupe 275 communes, est catégorisée dans les aires de 700 000 habitants ou plus (hors Paris),.
La commune, bordée par un plan d’eau intérieur d’une superficie supérieure à 1 000 hectares, le lac d'Hourtin et de Carcans, est également une commune littorale au sens de la loi du 3 janvier 1986, dite loi littoral. Des dispositions spécifiques d’urbanisme s’y appliquent dès lors afin de préserver les espaces naturels, les sites, les paysages et l’équilibre écologique du littoral, tel le principe d'inconstructibilité, en dehors des espaces urbanisés, sur la bande littorale des 100 mètres, ou plus si le plan local d’urbanisme le prévoit.

### Occupation des sols

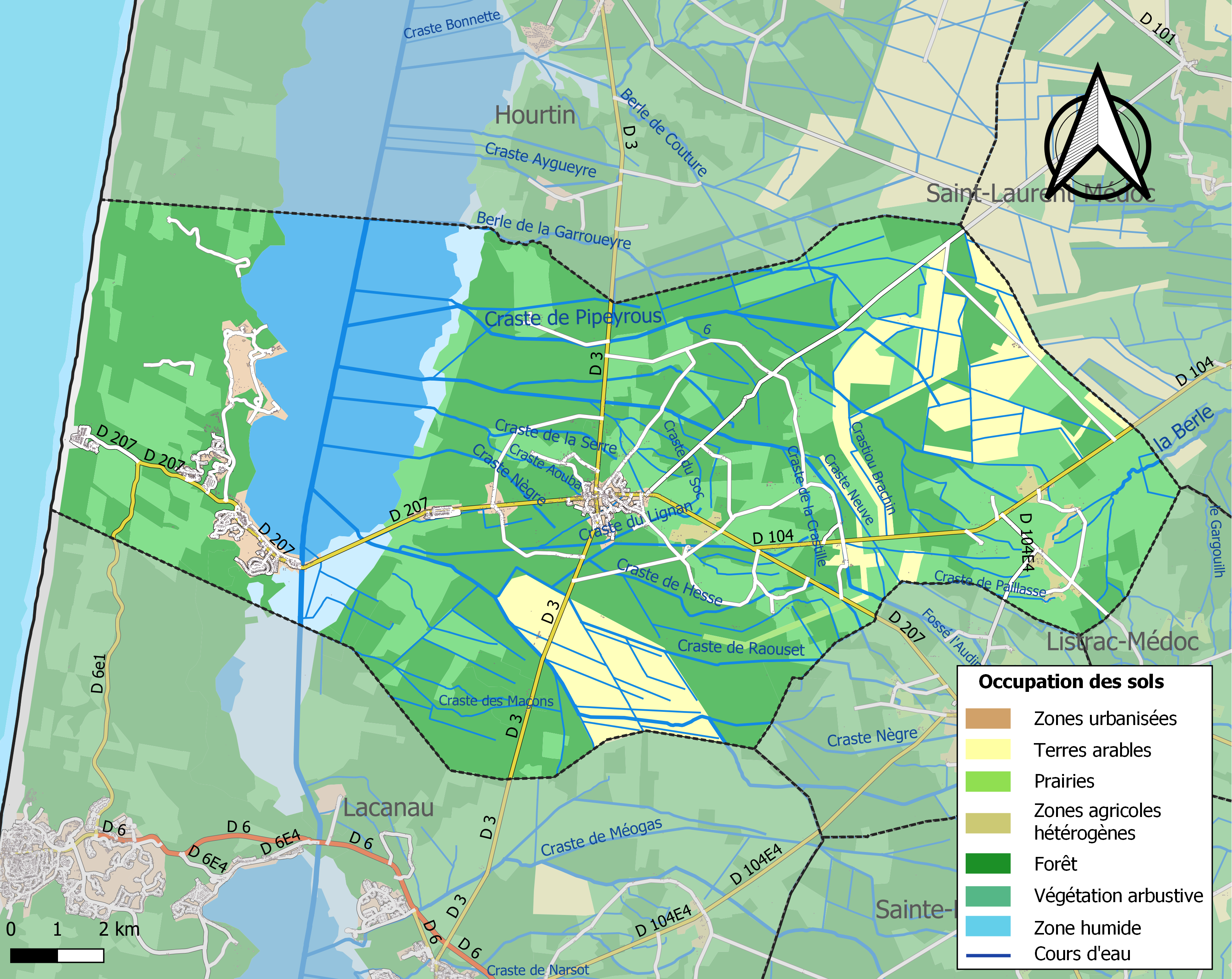
Carte des infrastructures et de l'occupation des sols de la commune en 2018 (CLC).

L'occupation des sols de la commune, telle qu'elle ressort de la base de données européenne d’occupation biophysique des sols Corine Land Cover (CLC), est marquée par l'importance des forêts et milieux semi-naturels (71,9 % en 2018), une proportion sensiblement équivalente à celle de 1990 (72,7 %). La répartition détaillée en 2018 est la suivante : 
forêts (44,9 %), milieux à végétation arbustive et/ou herbacée (26,3 %), eaux continentales (12,4 %), terres arables (9,8 %), zones humides intérieures (2,4 %), zones urbanisées (1,9 %), espaces verts artificialisés, non agricoles (0,7 %), zones agricoles hétérogènes (0,7 %), espaces ouverts, sans ou avec peu de végétation (0,7 %), prairies (0,2 %), zones humides côtières (0,1 %). L'évolution de l’occupation des sols de la commune et de ses infrastructures peut être observée sur les différentes représentations cartographiques du territoire : la carte de Cassini (XVIIIe siècle), la carte d'état-major (1820-1866) et les cartes ou photos aériennes de l'IGN pour la période actuelle (1950 à aujourd'hui).

### Voies de communication et transports

#### Les pistes cyclables

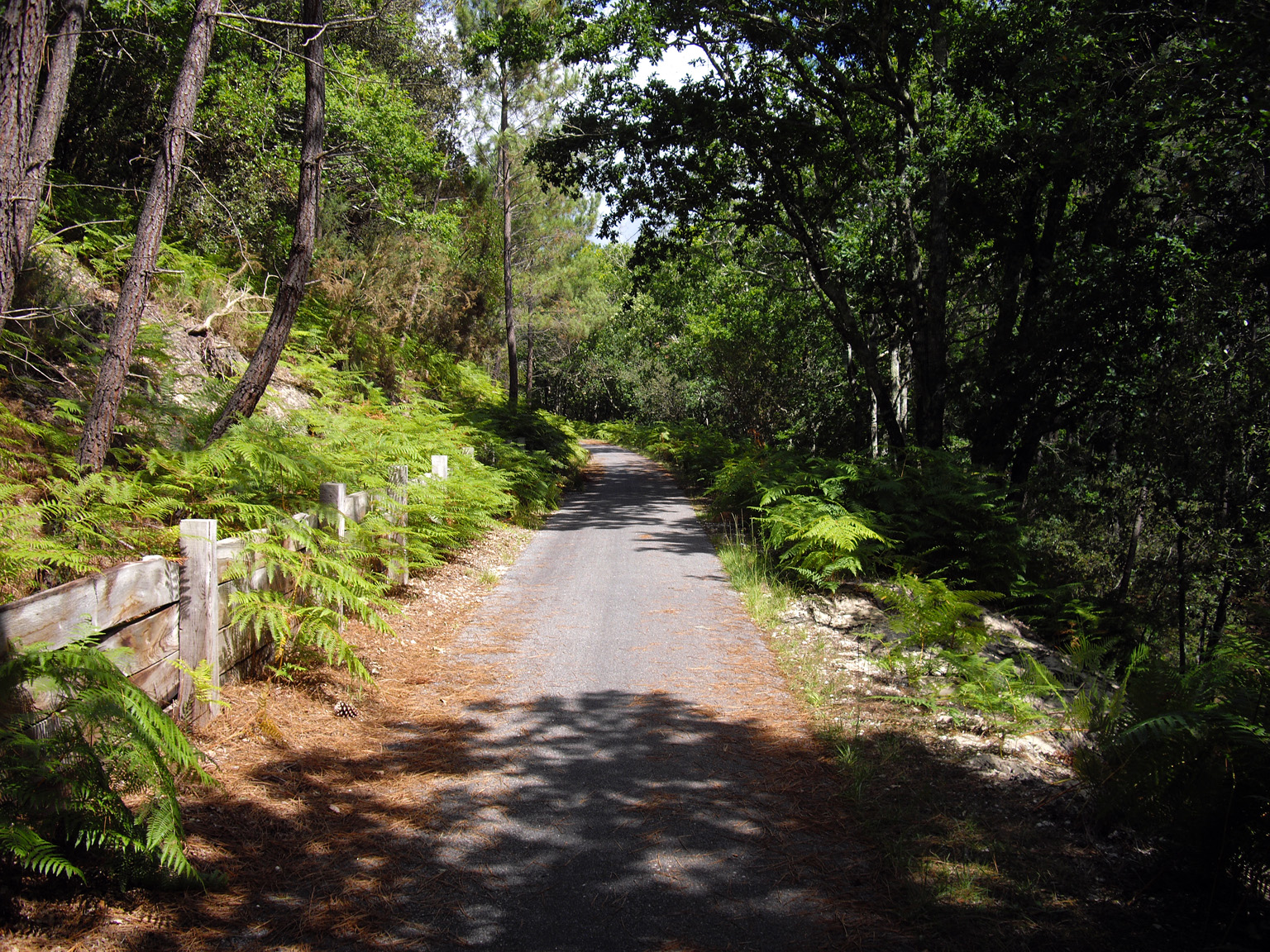
Piste cyclable en forêt

Le village offre sans doute l'un des plus grands parcours de pistes cyclables à travers la forêt de pins qui relie tous les sites de cette station touristique. De l'océan au lac et jusqu'au bourg, il est possible de ne pratiquement jamais côtoyer un véhicule à moteur.
Un nouveau tracé fut effectué en 2013.

#### La route
Carcans est située au carrefour de la D3 et de la D207.
En été, une ligne de cars, la 710 TransGironde subventionnée par le conseil général de la Gironde, relie les différents pôles de Carcans à Bordeaux. L'hiver, la ligne 702 Transgironde assure le trajet de Lacanau Océan (à 10 minutes de Carcans Plage) à Bordeaux.

#### L'autoroute
La rocade bordelaise est à 41 km par les échangeurs  7 ou   8.
L'A10 (A63-E5-E70) est à 55 km par l'échangeur  23.

#### Le chemin de fer
La gare la plus proche est celle de Lesparre 29 km, TER Bordeaux / La Pointe de grave.

#### L'avion
Carcans est à 49 km de l'aéroport de Bordeaux - Mérignac.

### Risques majeurs
Le territoire de la commune de Carcans est vulnérable à différents aléas naturels : météorologiques (tempête, orage, neige, grand froid, canicule ou sécheresse), inondations, feux de forêts, mouvements de terrains et séisme (sismicité très faible). Un site publié par le BRGM permet d'évaluer simplement et rapidement les risques d'un bien localisé soit par son adresse soit par le numéro de sa parcelle.
Certaines parties du territoire communal sont susceptibles d’être affectées par le risque d’inondation par submersion marine. La commune a été reconnue en état de catastrophe naturelle au titre des dommages causés par les inondations et coulées de boue survenues en 1982, 1983, 1999 et 2009,.
Carcans est exposée au risque de feu de forêt. Depuis le 20 avril 2016, les départements de la Gironde, des Landes et de Lot-et-Garonne disposent d’un règlement interdépartemental de protection de la forêt contre les incendies. Ce règlement vise à mieux prévenir les incendies de forêt, à faciliter les interventions des services et à limiter les conséquences, que ce soit par le débroussaillement, la limitation de l’apport du feu ou la réglementation des activités en forêt. Il définit en particulier cinq niveaux de vigilance croissants auxquels sont associés différentes mesures. Sur le plan de l'aménagement du territoire la commune dispose d'un plan de prévention des risques incendies feux de forêts (PPRIF).
Les mouvements de terrains susceptibles de se produire sur la commune sont des avancées dunaires. La migration dunaire est le mouvement des dunes, vers l’intérieur des terres. Les actions conjuguées de la mer et du vent ont pour effet de déplacer les sables et donc de modifier la morphologie du littoral.

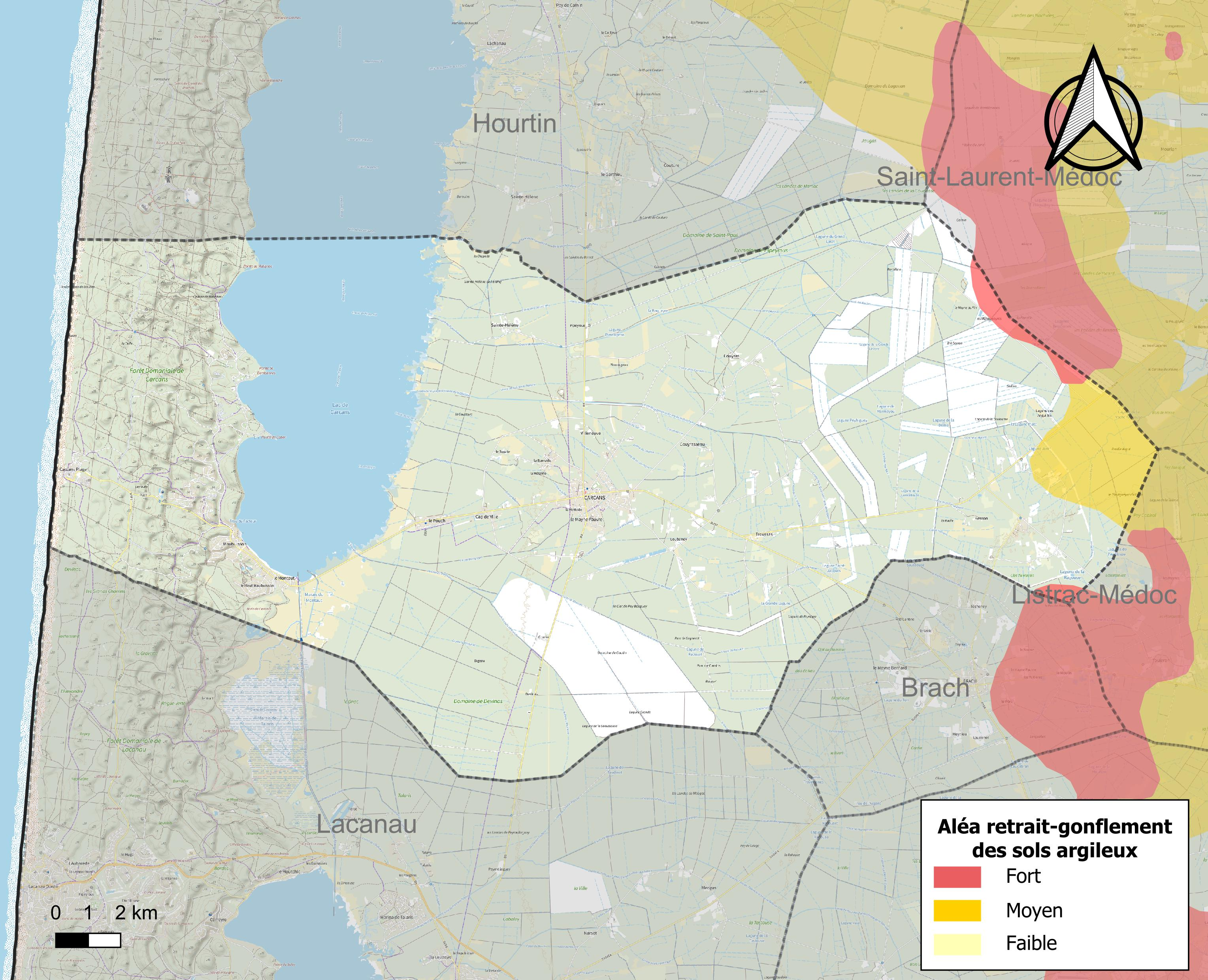
Carte des zones d'aléa retrait-gonflement des sols argileux de Carcans.

Le retrait-gonflement des sols argileux est susceptible d'engendrer des dommages importants aux bâtiments en cas d’alternance de périodes de sécheresse et de pluie. 3,3 % de la superficie communale est en aléa moyen ou fort (67,4 % au niveau départemental et 48,5 % au niveau national). Sur les 3 090 bâtiments dénombrés sur la commune en 2019, 6 sont en aléa moyen ou fort, soit 0 %, à comparer aux 84 % au niveau départemental et 54 % au niveau national. Une cartographie de l'exposition du territoire national au retrait gonflement des sols argileux est disponible sur le site du BRGM,.
Par ailleurs, afin de mieux appréhender le risque d’affaissement de terrain, l'inventaire national des cavités souterraines permet de localiser celles situées sur la commune.
Concernant les mouvements de terrains, la commune a été reconnue en état de catastrophe naturelle au titre des dommages causés par des mouvements de terrain en 1999.

## Toponymie
Ni Albert Dauzat, ni Ernest Nègre ne cite de formes anciennes pour Carcans,.
Le premier considère qu'il s'agit d'un hypothétique *Carcanum (fundum), c'est-à-dire implicitement un nom de domaine aquitano-romain en -anum, suffixe qui a donné régulièrement la terminaison -an caractéristique du sud de la France (-ano en Italie). Il est précédé du nom de personne latin Carcus qu'il croit reconnaître dans Charcé. Le second y voit, sans conviction, l'occitan carcan « qui mérite le carcan », terme d'injure, d'après le Französisches Etymologisches Wörterbuch de Walther von Wartburg,. Los Carcans auraient désigné les habitants du village.

## Histoire

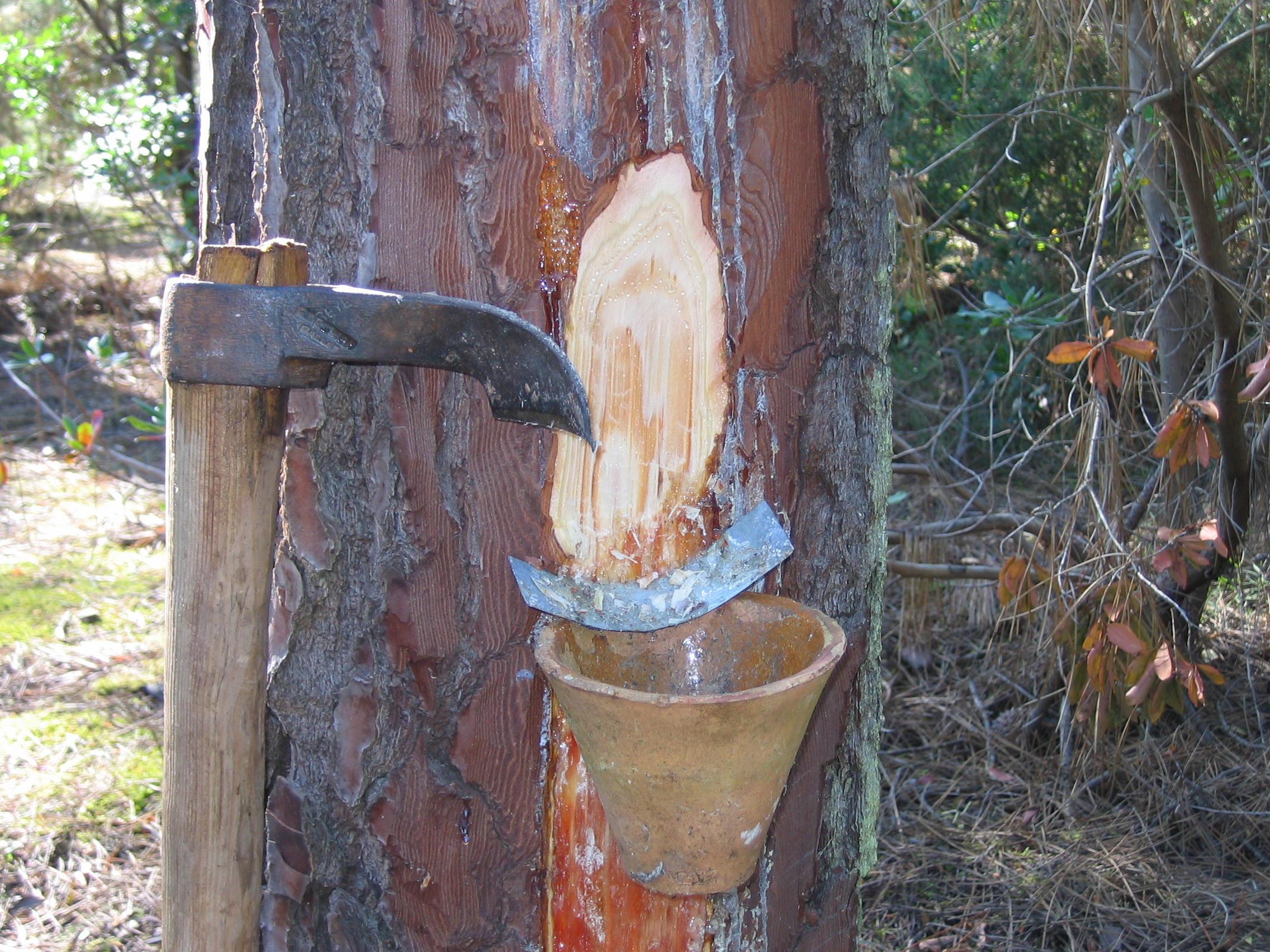
Une care avec son pot de résine

La présence de silex taillés, de haches, de pointes de flèches et de harpons sur la rive est du lac nous permet de confirmer l'existence de l'homme sur la commune depuis la préhistoire. C'est peut-être à l'époque gallo-romaine, que le village de Carcans voit le jour, car les Romains, dit-on, portaient un grand intérêt à l'exploitation forestière notamment le pin maritime et les chênaies situés sur les dunes anciennes entre Carcans et Lacanau.
Le premier témoignage historique de la commune date de 1099, année où le seigneur de Lesparre attribue aux moines bénédictins de l'abbatiale Sainte-Croix de Bordeaux, les
églises de Carcans - Lacanau et Sainte-Hélène de l'Etang.
Carcans est situé sur le chemin de Saint-Jacques-de-Compostelle partant de Soulac, la « voie de Soulac ». Un manuscrit du XIIIe siècle nous révèle l'importance de la religion à Carcans et surtout le culte de saint Jean le Baptiste.
Avant 1857, les Carcanais vivaient pauvrement de leurs maigres cultures (seigle et millet) et de l’élevage (moutons, brebis et abeilles). La paroisse était constituée de six villages : le Bourg, Couyras, Couyrasseau, Troussas, Devinas et Berron. Mais c’est sous Napoléon III, avec la création du massif forestier des Landes de Gascogne, qu’elle va trouver sa vocation sylvicole.

Carcans doit une grande part de son histoire et de son économie à l'immense forêt de pins maritimes qui la traverse, les Landes du Médoc, où l'on a pratiqué le gemmage pendant de nombreuses années.

Une distillerie de la gemme était implantée à Carcans, elle séparait l'essence de térébenthine de la colophane, artisanale au début elle devient une coopérative en 1922 et son rayon d'action s'étend alors sur tout le Médoc. Rénovée vers 1950, elle  disparut en 1985. Il y avait en permanence 15 ouvriers à la coopérative et 150 à 200 gemmeurs en forêt, qui travaillaient dix mois sur douze.

Cependant, au cours des années 1999 et 2000, les tempêtes Martin et Klaus ont dévasté une partie du massif forestier.

## Politique et administration
| Période                                  | Période      | Identité           | Étiquette     | Qualité                    |
| ---------------------------------------- | ------------ | ------------------ | ------------- | -------------------------- |
| 1933                                     | 1953         | Odule Vigneau      | ...           | ...                        |
| 1953                                     | 1983         | Pierre Vigneau     | ...           | ...                        |
| 1983                                     | 1985         | Robert Duport      | ...           | ...                        |
| 1985                                     | 1989         | Jeanne Merle       | ...           | ...                        |
| 1989                                     | 1995         | Francis Salivas    | DVD           | Retraité de la gendarmerie |
| 1995                                     | juillet 2016 | Henri René Sabarot | CPNT puis DVD | Retraité                   |
| juillet 2016                             | En cours     | Patrick Meiffren,  |               |                            |
| Les données manquantes sont à compléter. |              |                    |               |                            |

Carcans fait partie  du canton de Saint-Laurent-Médoc représenté par les conseillers départementaux Dominique Fedieu et Pascale Got (PS) . La commune est rattachée à la 5e circonscription de la Gironde représentée par le député Grégoire de Fournas (RN) succédant à Benoit Simian (LREM).

## Démographie
Ses habitants sont appelés Carcanais.
L'évolution du nombre d'habitants est connue à travers les recensements de la population effectués dans la commune depuis 1793. Pour les communes de moins de 10 000 habitants, une enquête de recensement portant sur toute la population est réalisée tous les cinq ans, les populations de référence des années intermédiaires étant quant à elles estimées par interpolation ou extrapolation. Pour la commune, le premier recensement exhaustif entrant dans le cadre du nouveau dispositif a été réalisé en 2005.

En 2022, la commune comptait 2 415 habitants, en évolution de +0,58 % par rapport à 2016 (Gironde : +6,91 %, France hors Mayotte : +2,11 %).
| 1793 | 1800 | 1806 | 1821 | 1831  | 1836  | 1841  | 1846  | 1851  |
| ---- | ---- | ---- | ---- | ----- | ----- | ----- | ----- | ----- |
| 940  | 732  | 830  | 894  | 1 005 | 1 065 | 1 050 | 1 069 | 1 019 |

| 1856  | 1861  | 1866  | 1872  | 1876 | 1881 | 1886 | 1891 | 1896 |
| ----- | ----- | ----- | ----- | ---- | ---- | ---- | ---- | ---- |
| 1 100 | 1 107 | 1 094 | 1 009 | 968  | 960  | 923  | 954  | 909  |

| 1901 | 1906 | 1911  | 1921 | 1926  | 1931  | 1936 | 1946 | 1954  |
| ---- | ---- | ----- | ---- | ----- | ----- | ---- | ---- | ----- |
| 906  | 926  | 1 035 | 995  | 1 075 | 1 094 | 990  | 937  | 1 027 |

| 1962  | 1968  | 1975  | 1982  | 1990  | 1999  | 2005  | 2006  | 2010  |
| ----- | ----- | ----- | ----- | ----- | ----- | ----- | ----- | ----- |
| 1 049 | 1 134 | 1 155 | 1 242 | 1 503 | 1 551 | 2 025 | 2 061 | 2 190 |

| 2015  | 2020  | 2022  | - | - | - | - | - | - |
| ----- | ----- | ----- | - | - | - | - | - | - |
| 2 388 | 2 420 | 2 415 | - | - | - | - | - | - |

## Économie

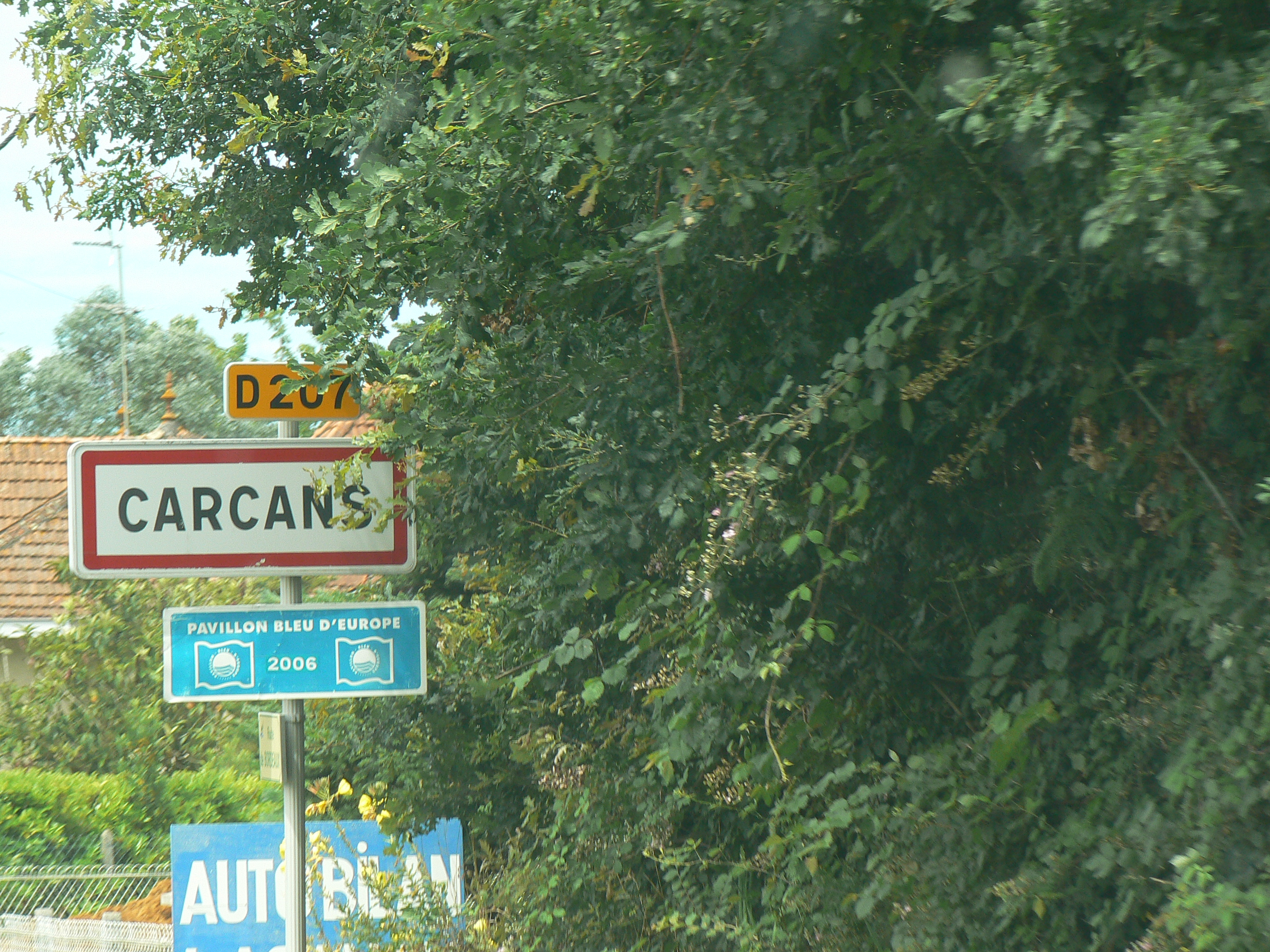
Panneau d'entrée de la ville de Carcans

### Commerces
L'activité commerciale est importante avec des commerces de proximité variés et plusieurs magasins de souvenirs et de vente de produits régionaux répartis sur deux pôles, le bourg et Maubuisson.
Les marchés de plein air se déroulent tous les vendredis matin à Carcans bourg, les mercredis matin à Maubuisson (du 20 juin au 20 septembre) et les lundis matin à Carcans-Océan (en juillet et août). Les foires et marchés artisanaux et gastronomiques ont lieu en juillet et août.

### Tourisme
Aujourd'hui l'activité économique principale de Carcans est le tourisme balnéaire. Avec de nombreuses chambres d'hôtes, plusieurs agences immobilières faisant de la location saisonnière, des gîtes, une quinzaine de camping et des résidences de tourisme, la commune dispose d'une forte capacité d'accueil (5 000 lits)

Une quinzaine de restaurants sont établis dans la commune notamment durant la saison estivale .

### Artisanat et industrie
Il  reste deux petites scieries de bois de pin.
Deux pôles de grande culture industrielle sont présents, les Matouneyres et le domaine de Coutin ce dernier d'une surface de 700 ha emploie une quarantaine de salariés, on y produit du maïs, des haricots, des pommes de terre.

### Fiscalité
| Taxe                                                | Part communale | Part intercommunale | Part départementale | Part régionale |
| --------------------------------------------------- | -------------- | ------------------- | ------------------- | -------------- |
| Taxe d'habitation (TH)                              | 8,92 %         | 0,00 %              | 7,24 %              | 0,00 %         |
| Taxe foncière sur les propriétés bâties (TFPB)      | 11,72 %        | 0,00 %              | 9,27 %              | 3,17 %         |
| Taxe foncière sur les propriétés non bâties (TFPNB) | 31,90 %        | 0,00 %              | 18,71 %             | 9,31 %         |
| Taxe professionnelle (TP)                           | 0,00 %         | 13,82 %             | 9,87 %              | 3,54 %         |

## Vie locale

### Gastronomie

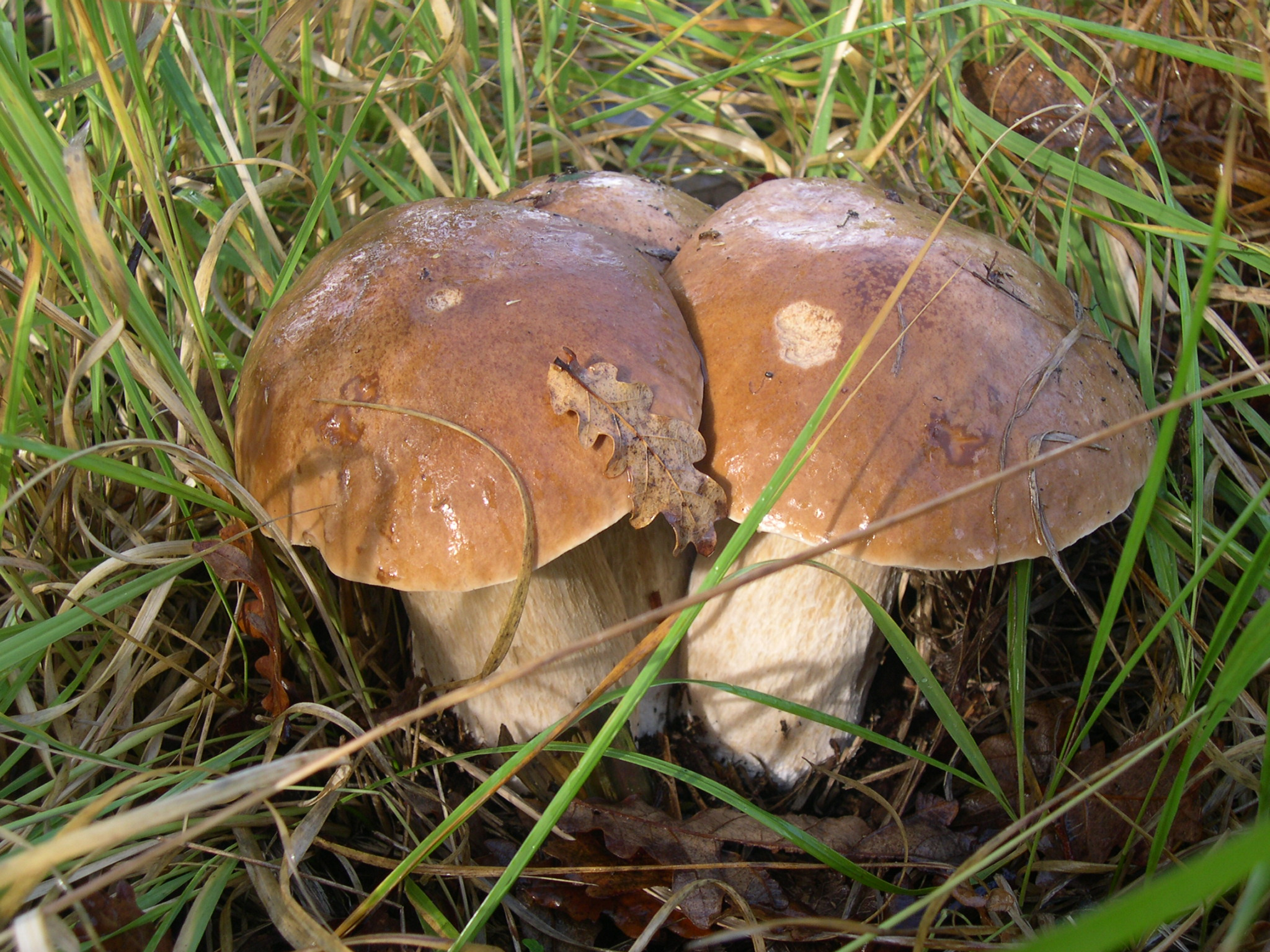
Les trois frères

Carcans est très proche du vignoble du Médoc, une partie du vignoble de Bordeaux qui est délimité de la Jalle de Blanquefort (au nord de l'agglomération bordelaise) jusqu'à la Pointe de Grave, et de l'estuaire de la Gironde à la forêt des Landes).
Cet ensemble homogène produit exclusivement des vins rouges et regroupe grand nombre de crus classés prestigieux et de crus bourgeois plus abordables pour le consommateur.
Il faut également citer ici la fameuse entrecôte bordelaise, les cèpes (Boletus edulis), et le grenier médocain.

### Enseignement
École primaire, collège à Hourtin, lycée  à Pauillac.

### Environnement
La commune de Carcans a reçu le label Pavillon bleu en 2013, 2012, 2011, 2010, 2009, 2008, 2007, 2006.
Le tri sélectif des déchets y est institué, une déchèterie est partagée avec la ville de Hourtin.
Les services d'une police municipale sont utilisés.
Plusieurs possibilités sont proposées pour partir à la découverte de la faune et de la flore carcanaise d'une part à travers des sentiers de randonnées pédestres (sentier du lac, sentier des canaux et GR8) et d'autre part en enfourchant votre vélo sur les 120 km de pistes cyclables.
Des animations locales sont proposées tout au long de l'année par les associations carcanaises : fête de la saint-Jean fin juin, fête champêtre en été, loto etc.
À partir du mois d'avril jusqu'au mois de novembre de nombreux évènements sportifs et culturels sont mis en place avec entre autres : les régates, le festival Carcan'Scène (rencontres de jeunes artistes) tous les ans pour la Pentecôte et la fête du nautisme au mois de mai. Arrivée juillet et août des animations sont programmées tous les jours avec la fête du lac le dernier dimanche de juillet et son célèbre feu d'artifice musical.

### Sports
Les installations sportives, (un gymnase, six courts de tennis, un boulodrome, un terrain de football) et le dynamisme des clubs sportifs carcanais contribuent à l’animation de la ville.
Spots de surf, régate, golf, badminton, ULM...

### Associations
Liste non exhaustive : club ambiance (troisième âge), gymnastique volontaire, confrérie du bidaou et de la chanterelle, club de football, la boule carcanaise (club de pétanque), AEDCM (Association pour l'environnement et la défense de Carcans-Maubuisson), Vive la forêt, pour les animaux, association loi de 1901, secours aux animaux domestiques), Sail Wheeling Club (association loi de 1901, affiliée à la Fédération française de char à voile et agréée Jeunesse et Sport, Cercle de voile de Bordeaux Carcans-Maubuisson, Carcans-Océan Surf Club et le comité des fêtes.
Une salle de musculation loisirs a ouvert sur Maubuisson sous l'égide de l'association Muscu Top Form.
De nouvelles associations voient le jour en 2014. École de Musique centre d'enseignement musical

### Santé
Cabinet médical, cabinet dentaire, cabinet de kinésithérapie, cabinet infirmier, pharmacie.

## Culture locale et patrimoine

### Lieux et monuments

#### Le bourg de Carcans

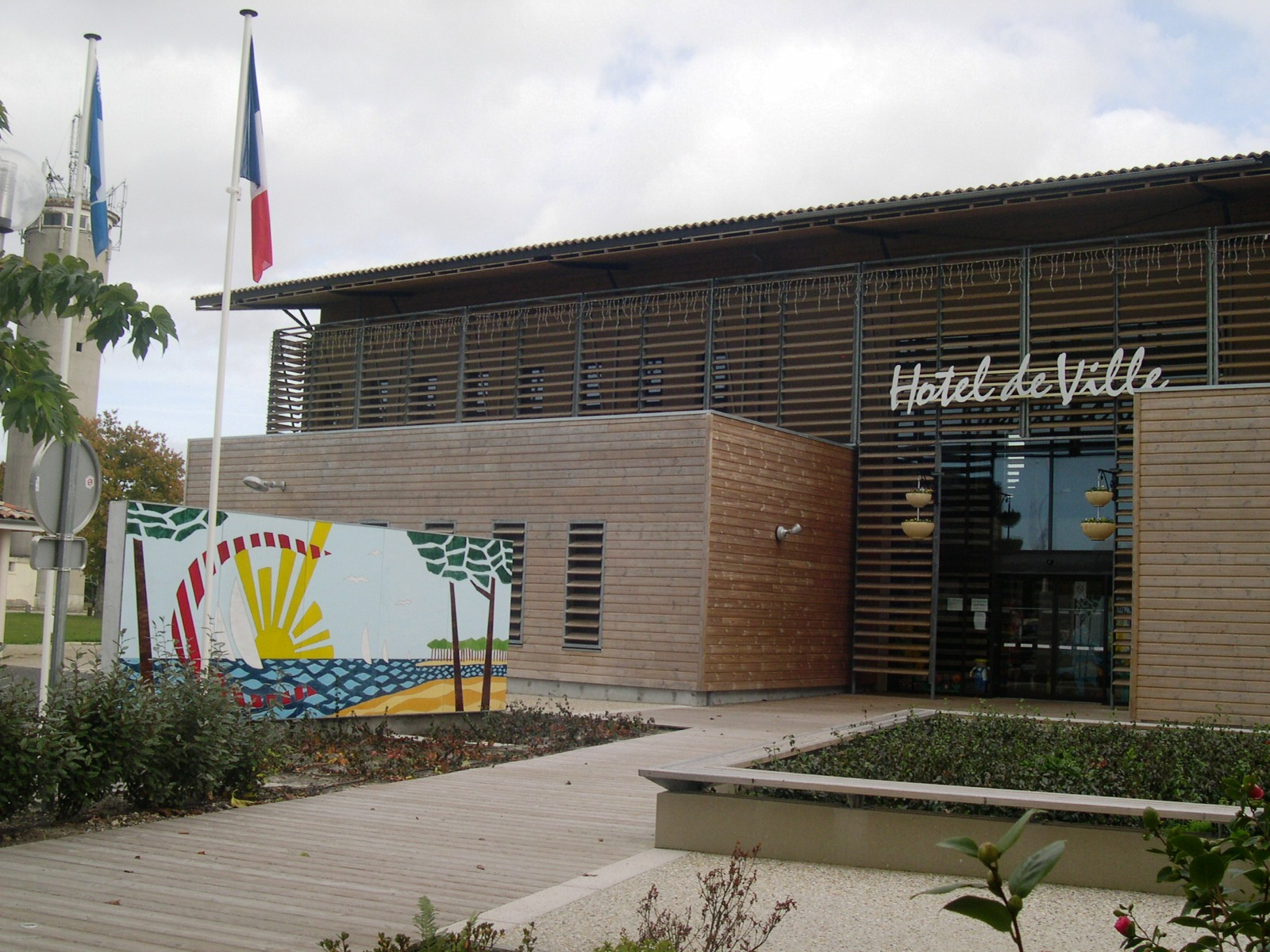
L'hôtel de ville

Abrite l'hôtel de ville, et la gendarmerie ainsi que la caserne des pompiers (centre DFCI). Il est relié par une piste cyclable à l'ensemble de la station. La majorité des campings fermiers sont dans sa périphérie. On y trouve un Café-théâtre.

#### Le moulin

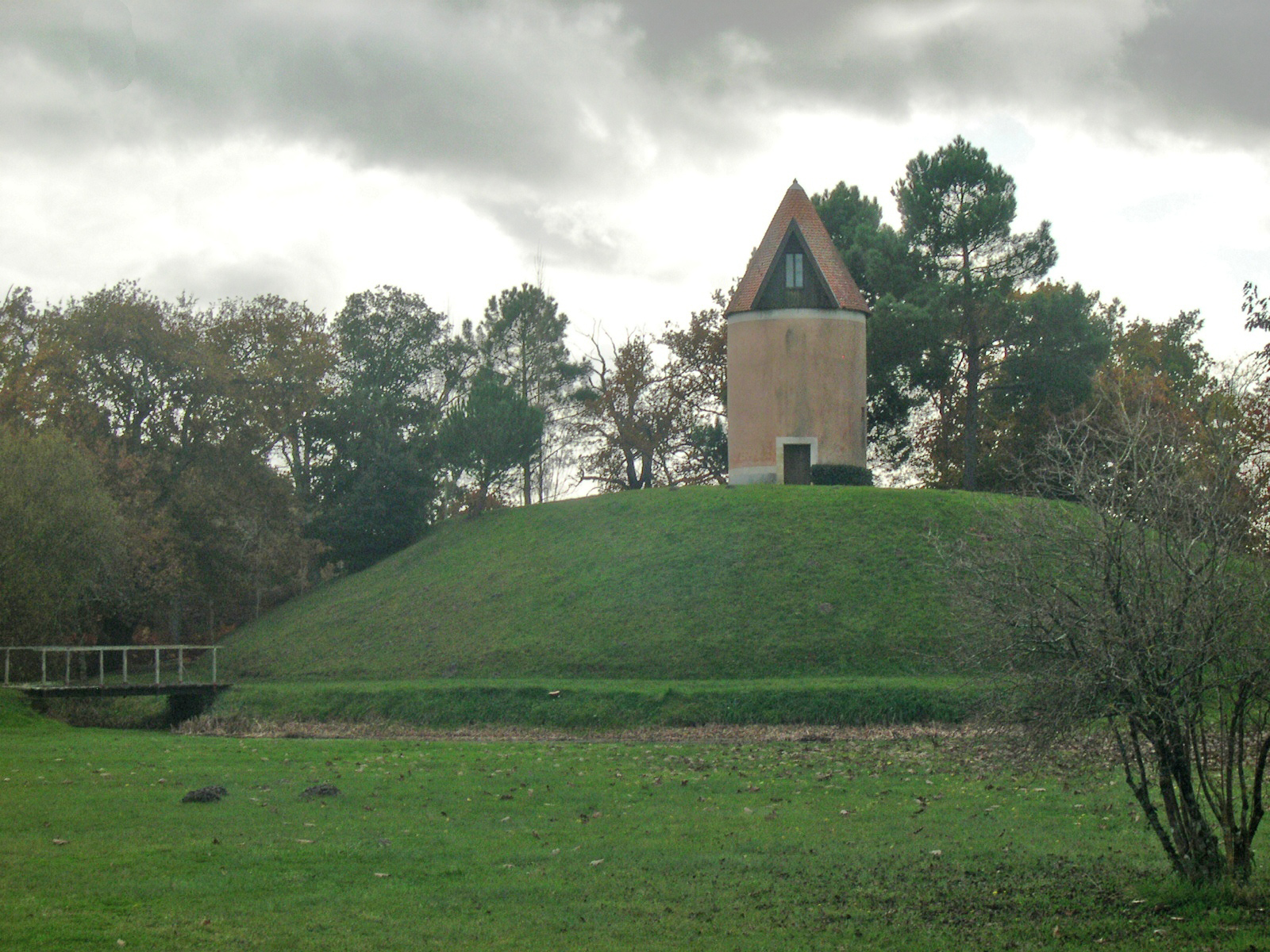
Le moulin

Le moulin fut construit à l'emplacement de ce qui est appelé le château. La première mention officielle du monument date du 15 juillet 1627 en ces termes : " le Duc de Grammont, sire de Lesparre, cède fief à Monsieur Arbouet le moulin appelé du château, étant à présent basti de pierre du côté du couchant."
Depuis cette date, il reste la propriété de la famille d'Arbouet jusqu'en 1761, ensuite il passe dans celle des Lagonnelle, chirurgien à Carcans. Le 23 fructidor an XI (1803), un certain Jean Bon devient propriétaire de la totalité du moulin. Cette propriété s'est poursuivie jusqu'à nos jours. Dans une étude détaillée du moulin de Carcans, l'abbé Bertruc parle des armes du vieux moulin : ce dernier possédait au-dessus de la porte d'entrée une pierre qui servait de linteau ; on y voit un écu surmonté d'une couronne à neuf branches perlées. Au centre s'élève un pin sur lequel s'appuient deux animaux, un loup, un lion. Seraient-ce des armes anglaises?

#### L'église Saint-Martin

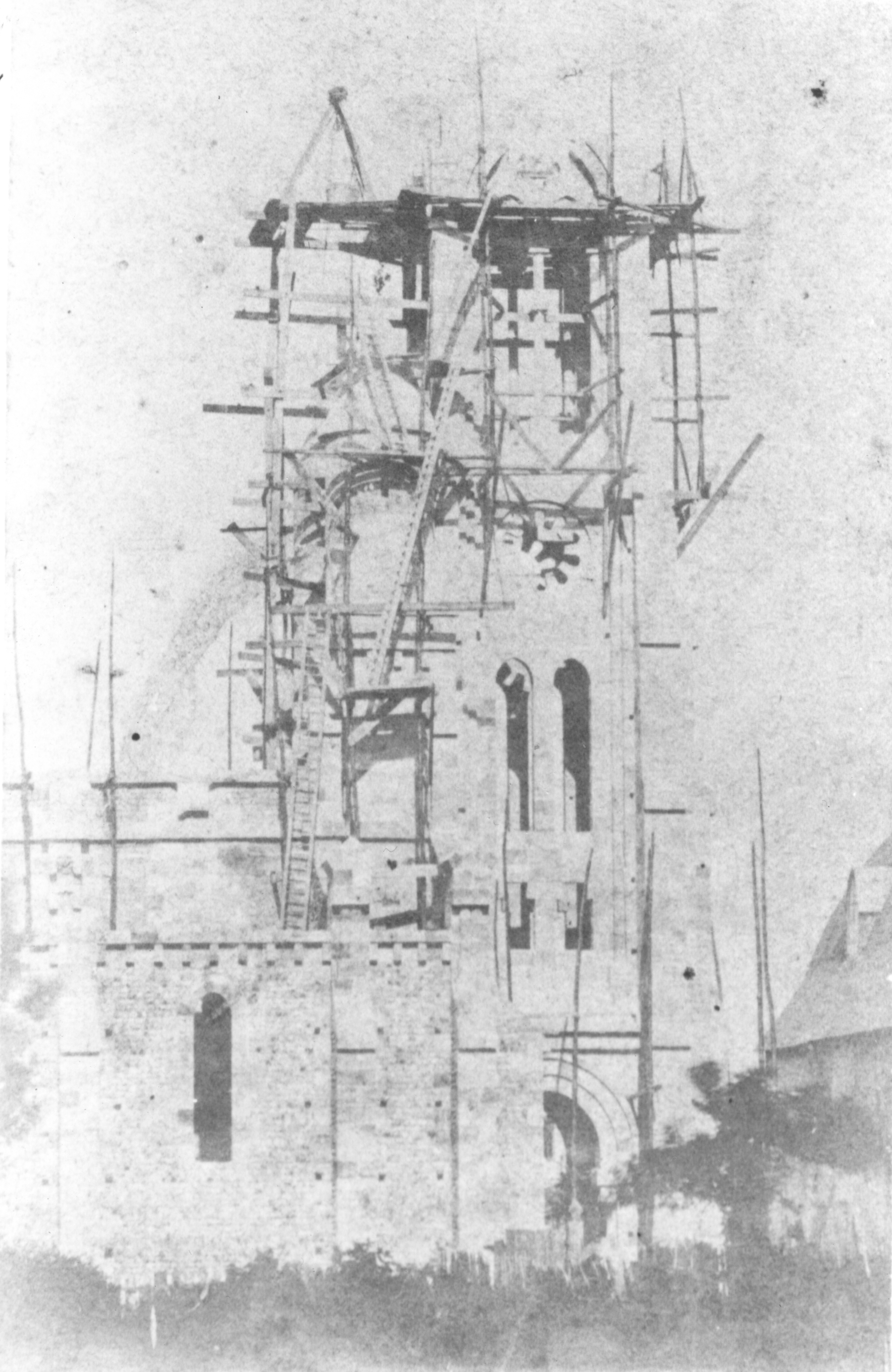
L'église Saint-Martin en construction, cliché original non retouché datant d'avant 1869.

Fondée en 1099, l'église de Carcans fut le siège d'un prieuré jusqu'au XIIIe siècle. À cette époque, elle fut érigée en paroisse. Carcans était un relais pour les pèlerins de Saint-Jacques-de-Compostelle venant de Saintonge. En souvenir, l'église conserve une statue de saint Jacques en costume de pèlerin datant du XVIIe siècle. De temps immémoriaux, Saint-Martin de Carcans fut un lieu de pèlerinage à saint Jean-Baptiste : on venait de très loin vénérer la tête de saint Jean, pierre sculptée, d'origine byzantine du VIe siècle, portant des cheveux en crin de cheval - œuvre d'un réalisme effrayant. Une statue de saint Jean du XVIIIe siècle domine l'autel de ce saint.
L'église actuelle a été construite en 1870 dans le style néogothique ; l'autel de la même époque est en marbre polychrome. L'orgue du chœur, de facture allemande, a été monté en 1971, lors de la restauration de l'église.

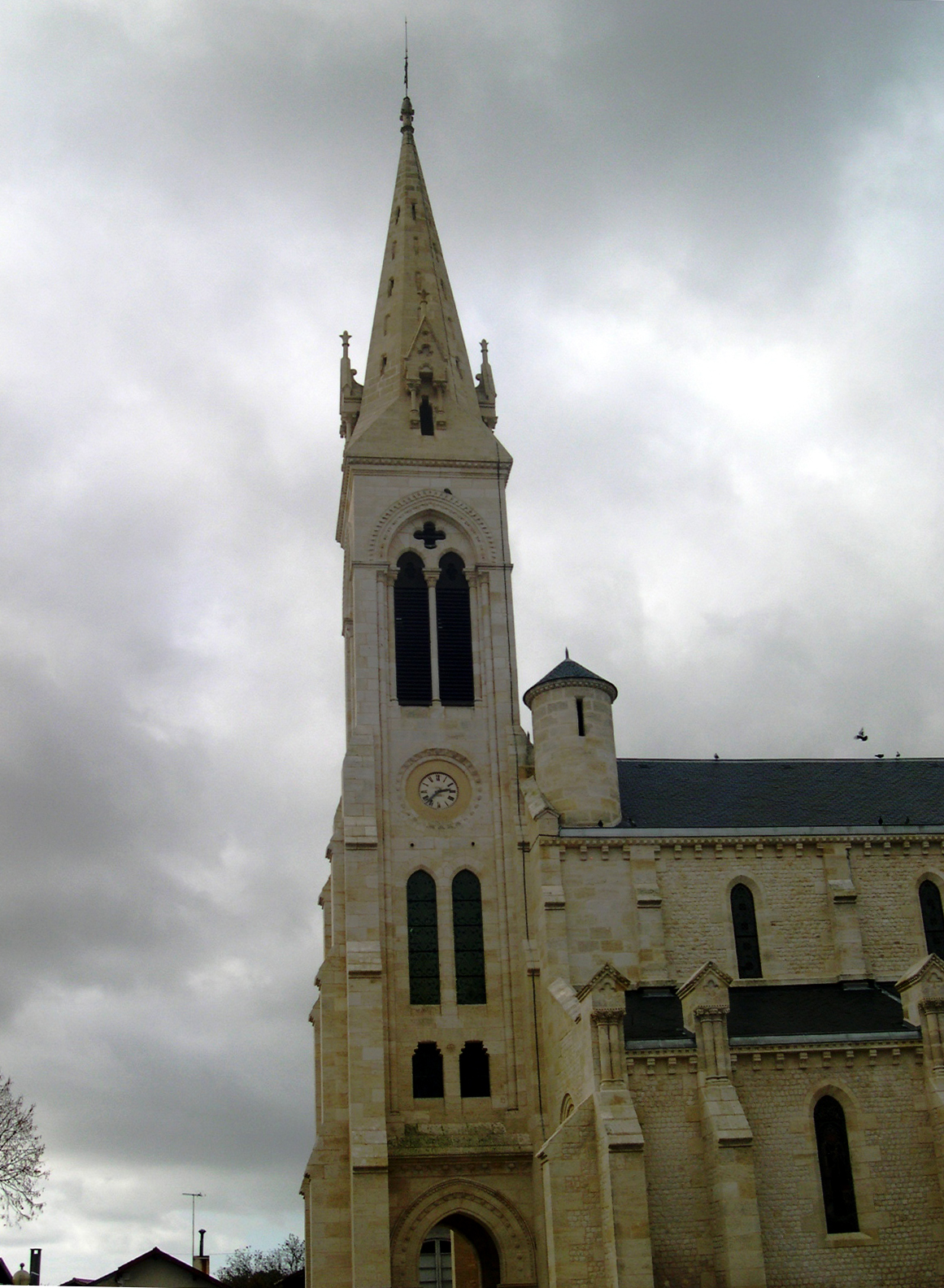
Vue de l'est
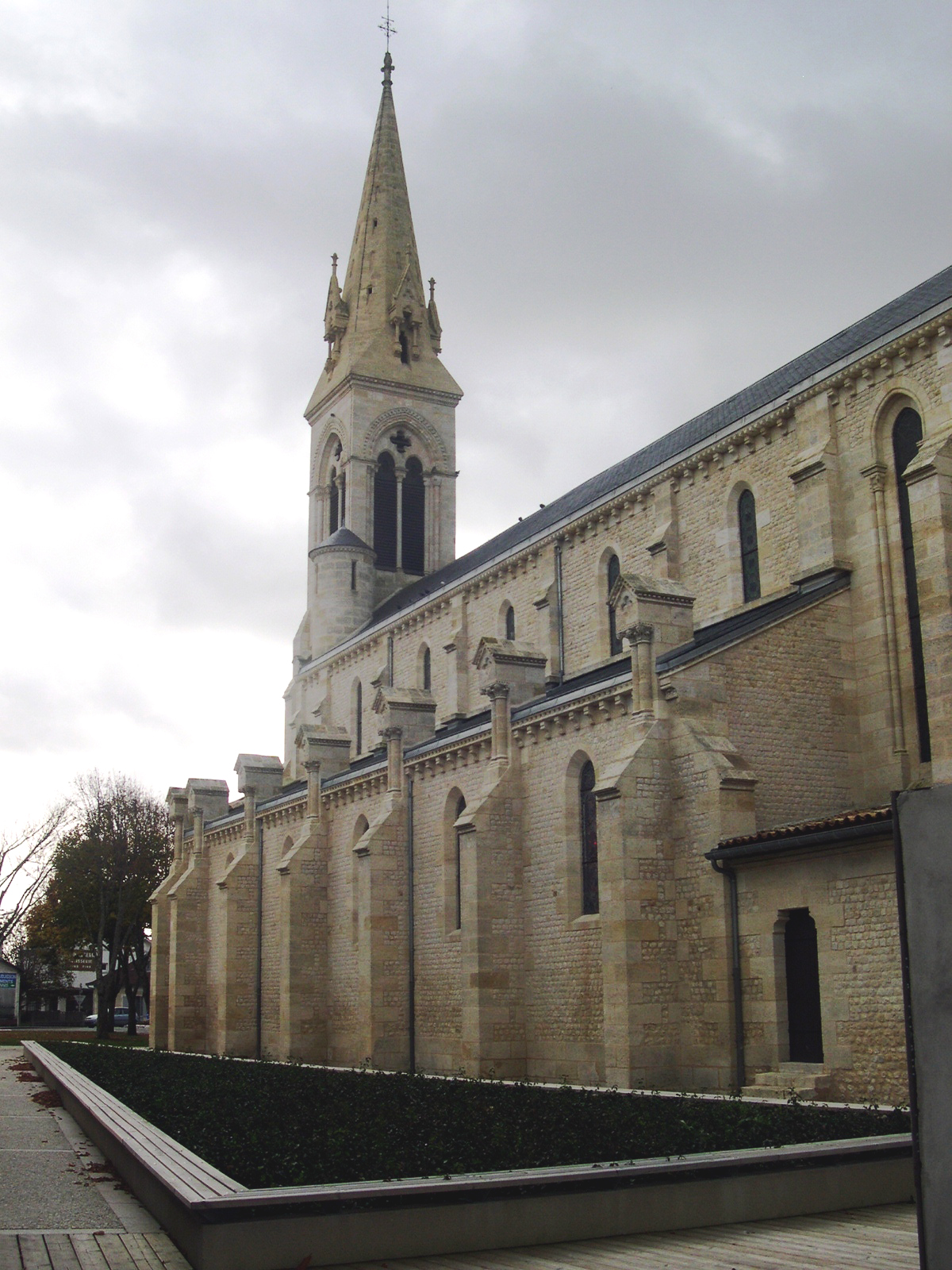
Vue du nord
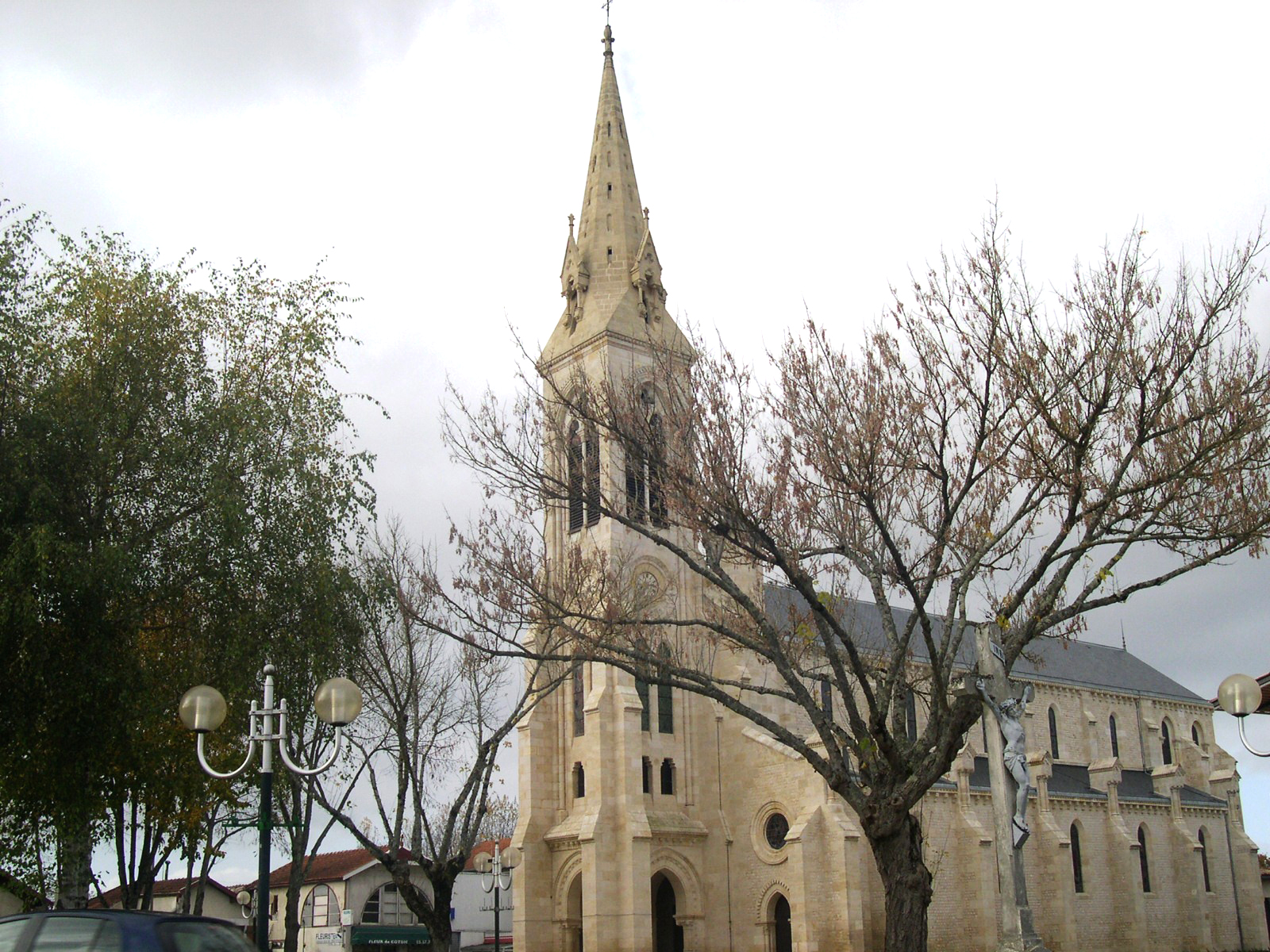
Une autre vue de l'est
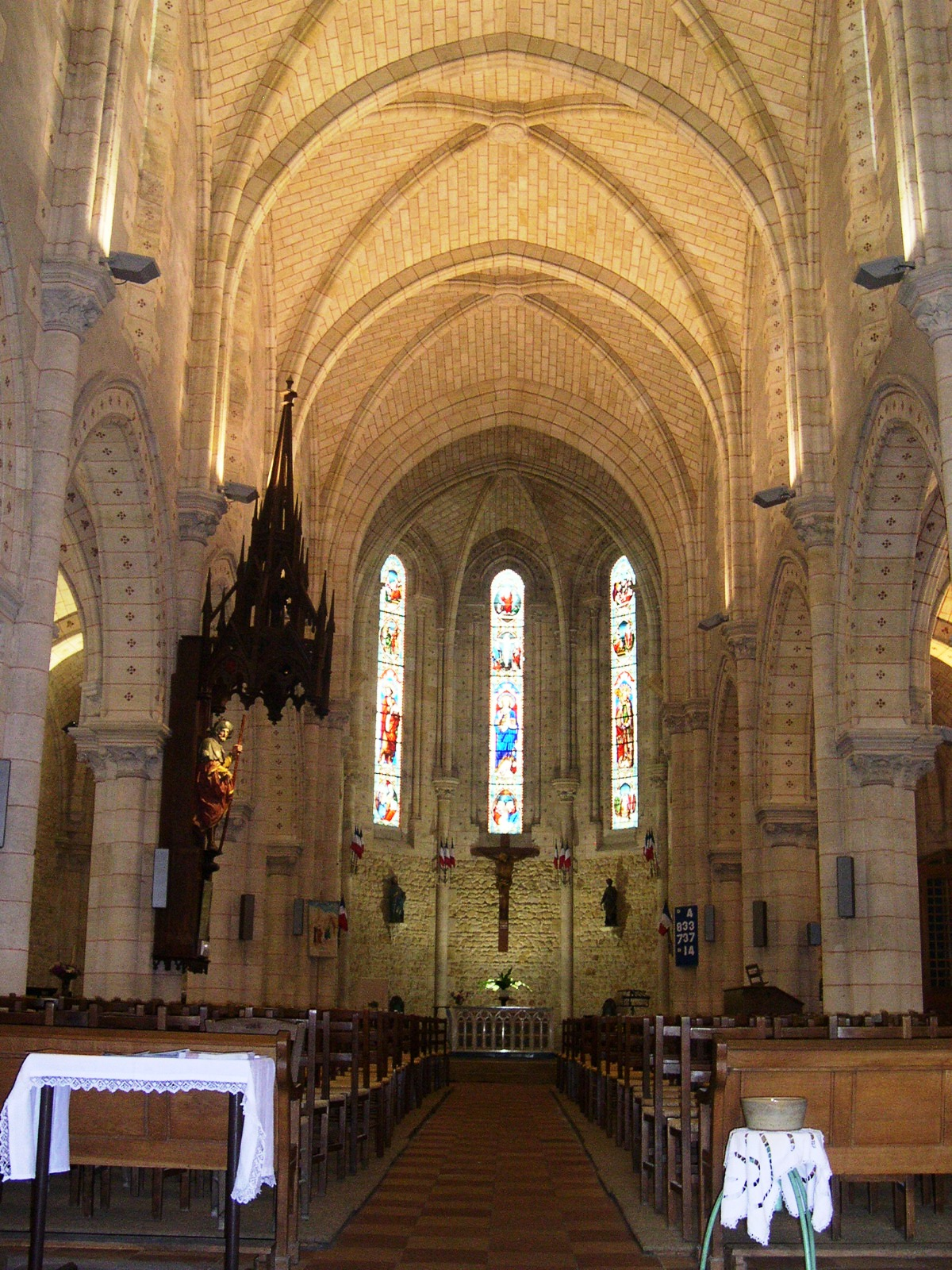
Une vue de l'intérieur
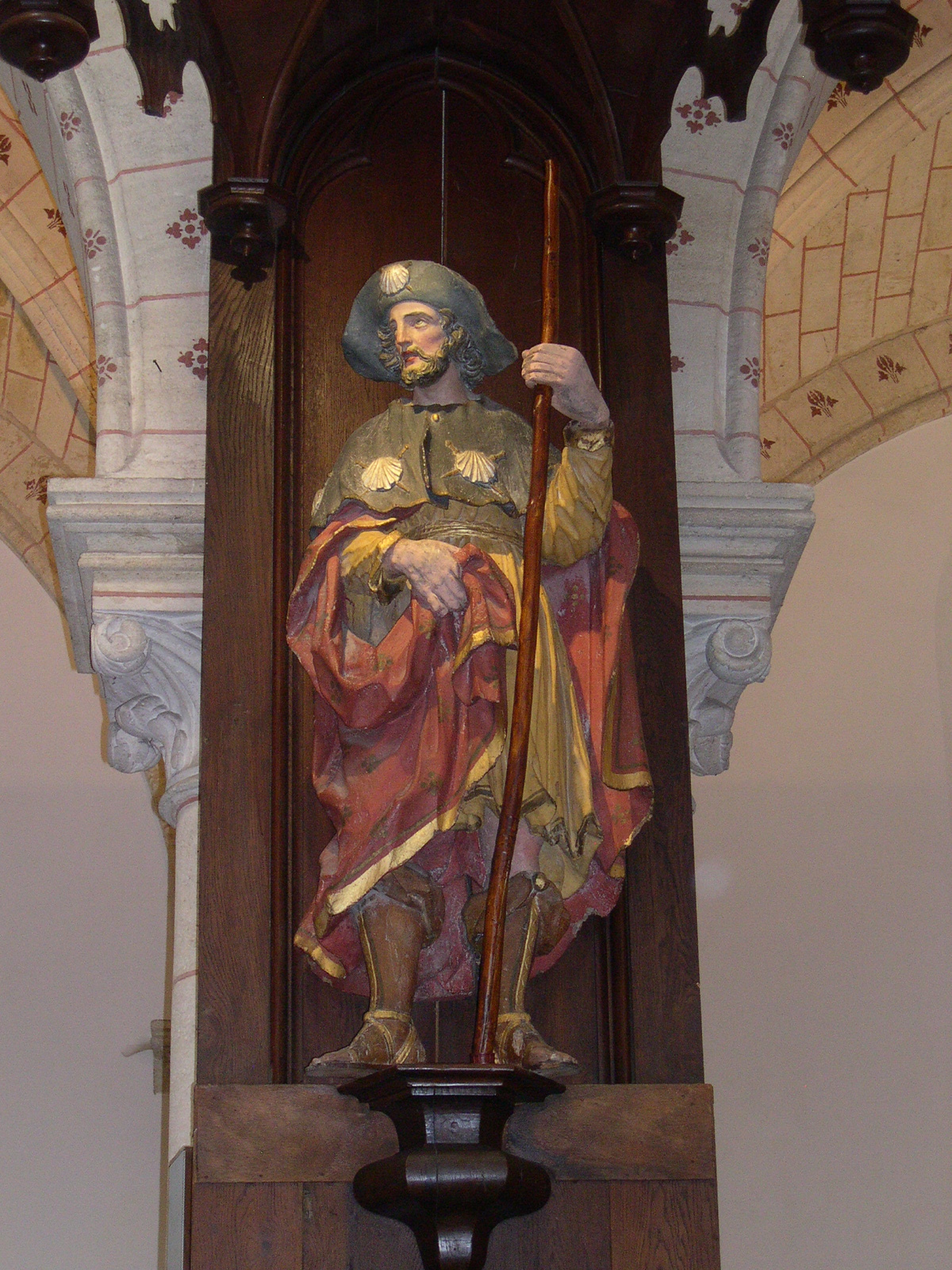
Statue en bois polychrome de saint Jacques
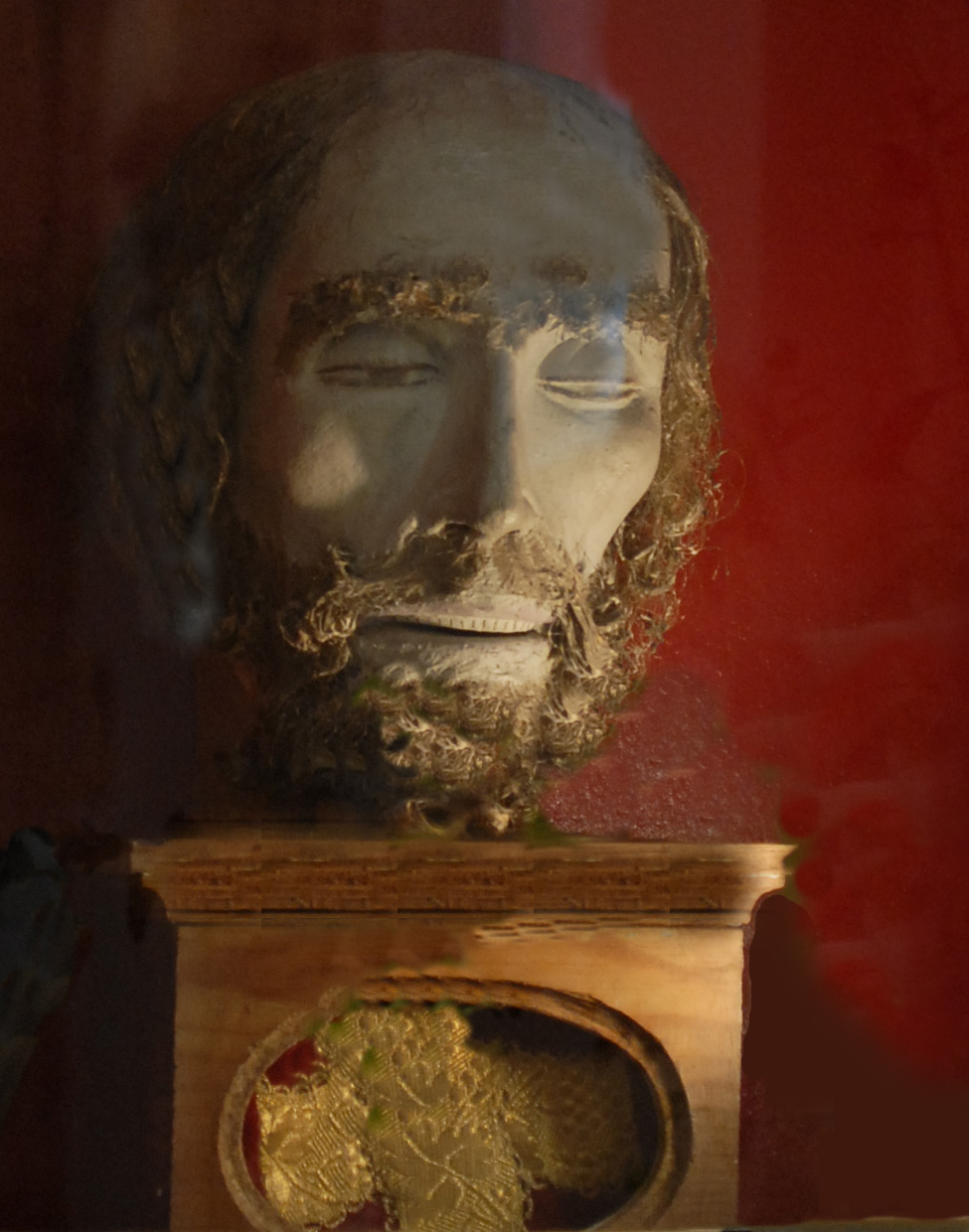
Tête de saint Jean-Baptiste du XVIe siècle, en pierre verte, portant des cheveux et une barbe en crin de cheval
- Eglise  de Carcans: vidéo.

#### Maubuisson
Un peu d'histoire :

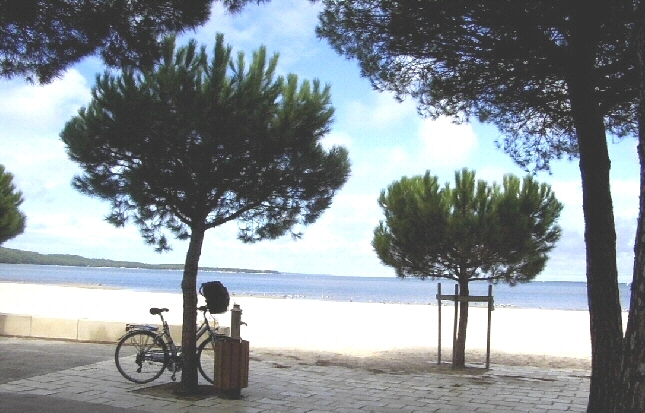
Lac de Hourtin-Carcans vu depuis Maubuisson

- 1852 : 1re habitation, la cabane du garde forestier est située sur l’emplacement actuel de la place du pôle. Maubuisson : site sauvage connu majoritairement par les gardiens de troupeaux de vaches l’été.
- 1873 : construction du canal et aménagement d’un chemin empierré entre Carcans et le Pouch.
- Début XXe : le canal est devenu un lieu de détente avec la pratique de la pêche, de la chasse et des premiers jeux nautiques (15 août au Montaut)
- 1926 : le prolongement de la route entre le canal et Maubuisson a permis de développer la station.
- 1954 : création de la station et constitution du premier Syndicat d’Initiative. En liaison avec l’installation au « trou du facteur » du C.V.B. (Cercle de Voile de Bordeaux).
- 1960 : la première école de voile de Bombannes est fondée par les amis du Plein Air (U.C.P.A.)
- 1961 : premier travaux d’assainissement du lac et tracé du boulevard du Lac. L’urbanisation se poursuit et les loisirs se développent : un tennis est aménagé sur le parking du marché.
- 1970 : création de la base de plein air de Bombannes par le conseil général de la Gironde.
- 1980 : dans le cadre du plan d’aménagement de la côte aquitaine, Carcans met en place une zone d’aménagement concertée ayant pour but de promouvoir le tourisme social avec la création : de villages de vacances familiales, du centre culturel de l’Estran, de la maison de la station, de la place du pôle, de la réfection des pistes cyclables des résiniers, des aménagements du bord du lac.

Aujourd'hui, Maubuisson est le centre de la vie estivale de la commune, bordé par 2 km de plage par le lac de Carcans-Hourtin où une promenade aménagée se transforme en « paséo » le soir. De nombreux commerces et restaurants justifient l'animation nocturne. La station, labellisée station « KID », offre deux plages surveillées dont une équipée pour l'accès des personnes handicapées à la plage avec des fauteuils de bain adaptés (tiralo). L'office de tourisme (labellisé Tourisme et Handicap moteur, mental et malentendant), la Maison des Arts et Traditions Populaires (expositions d'objet anciens, ateliers de tonnellerie et de sabotiers, retraçant la vie d'autrefois), ainsi que la salle de cinéma, l'Estran, y sont situés. Des activités de char à voile et de char à cerf volant, ainsi que du parachute ascensionnel sont possibles.S'y trouvent aussi un club enfant et trois prestataires sportifs proposant des stages de voile et la location de matériels nautiques (d'avril à septembre).

#### Carcans océan

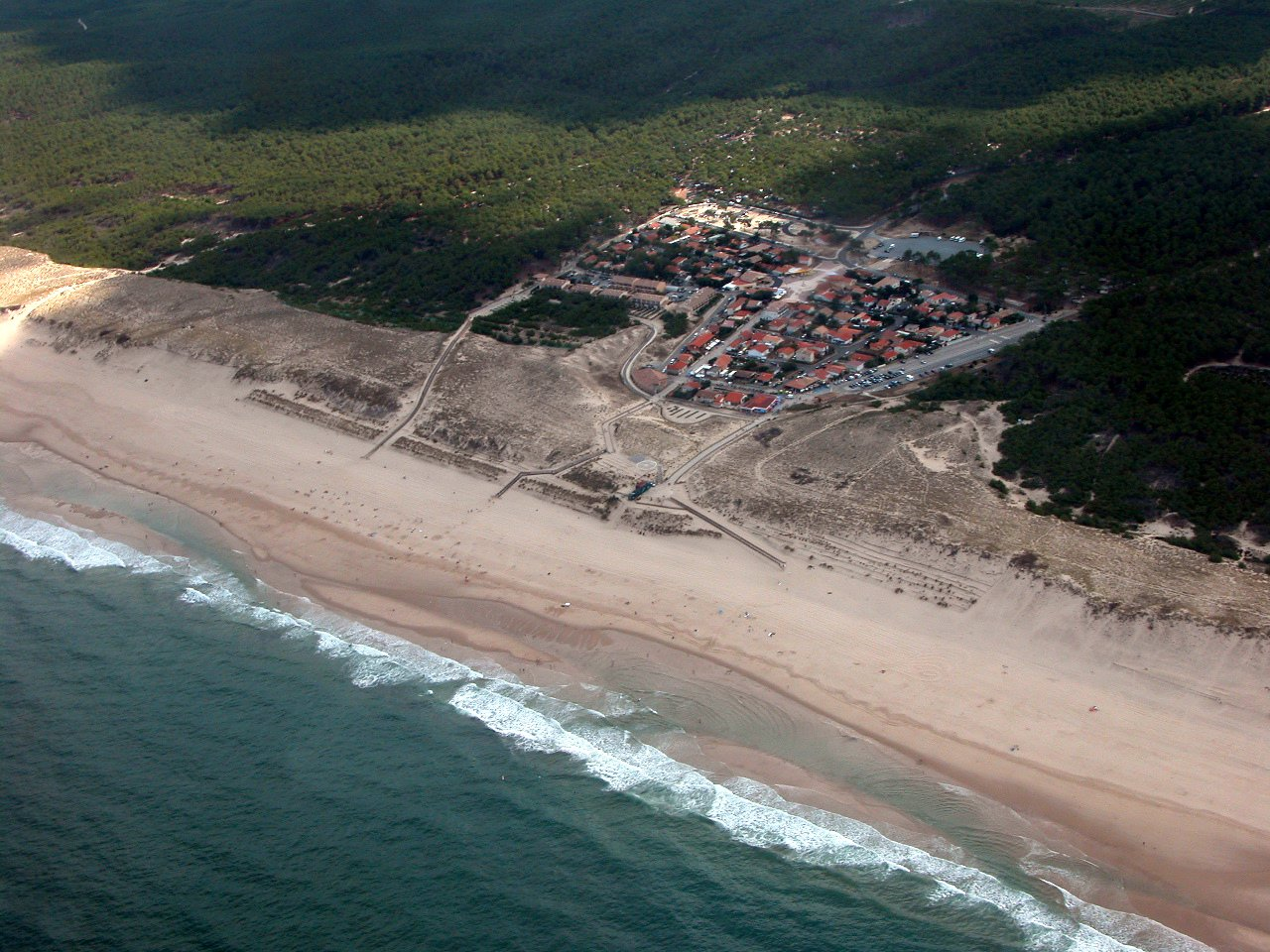
Vue aérienne de Carcans océan

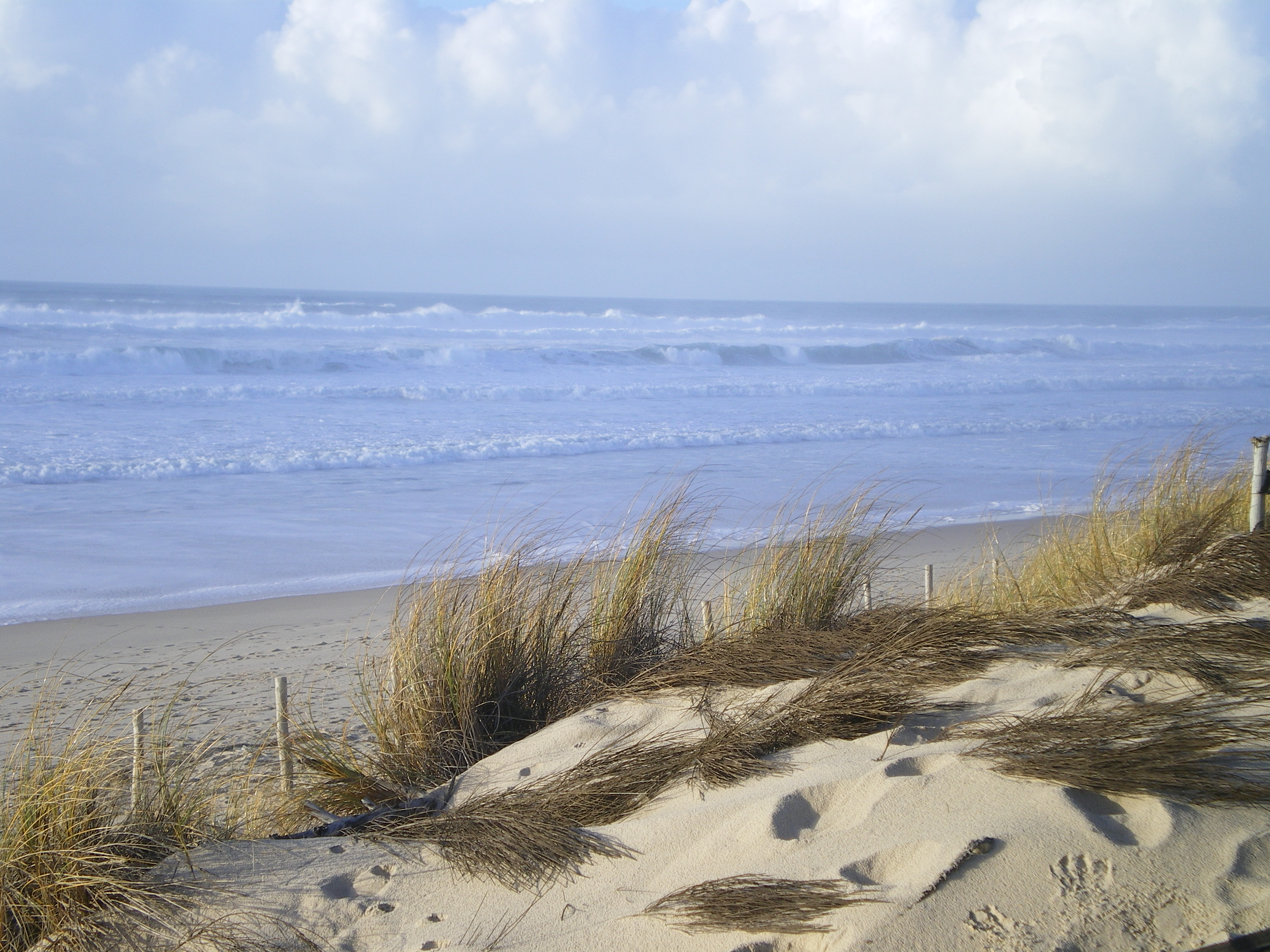
L'océan Atlantique et la plage vus de la dune

La plage de Carcans océan, située à 10 km de Lacanau océan, constitue un lieu très prisé des surfeurs (spot de surf). L'UCPA et la maison de la glisse assurent des cours et des stages.
Le site a conservé la simplicité des origines. Cependant, quelques boutiques et restaurants nichés au creux de la dune autour de la place Prevost rénovée permettent aux touristes de trouver l'essentiel.

#### Le lac de Hourtin-Carcans
Le lac d'Hourtin-Carcans est le plus grand des lacs landais et l'un des plus grands lacs naturels d'eau douce de France, sa superficie est de 5 800 ha. Il accueille de très nombreuses régates de niveau national et international depuis le site de la base de Bombannes. Le CVB (club de voile de Bordeaux) en est l'organisateur. Certaines de ces compétitions se font en coopération avec les clubs situés à Hourtin-port. Des visites guidées naturalistes (loutres) sont programmées en période estivale.

#### Le domaine de Bombannes
Il est situé dans la forêt domaniale en bord du lac entre Maubuisson et l'océan. Elle abrite de nombreuses installations sportives (tennis, voile, mur d'escalade, parcours aventure dans les pins, tir à l'arc, ski nautique etc). Des villages de vacances sont établis à l'intérieur et sur ses alentours et bénéficient des services offerts : sorties commentées en forêt, sentiers pédestres, GR8, pistes cyclables, camping.
L'UCPA en est le gestionnaire principal. Depuis 2015, début septembre, l'Origin'All Festival a lieu sur ce domaine mêlant concerts et activités sportives.

### Personnalités liées à la commune
- Serge Renaud, scientifique français, médecin, nutritionniste, chercheur, professeur des universités, spécialiste en maladie coronarienne, considéré comme le père du « paradoxe français », décédé à Maubuisson.

### Héraldique
| Blason de Carcans | Blason  | De gueules au chevron cousu de sinople, accompagné en pointe d'un léopard d'or ; au chef cousu d'azur chargé de trois tours d'or, maçonnées de sable, ouvertes et ajourées d'azur. |
| Blason de Carcans | Détails | Le statut officiel du blason reste à déterminer. |